# 理查德·阿文纳留斯
理查德·阿文纳留斯（德語：Richard Ludwig Heinrich Avenarius，1843年11月19日—1896年8月18日），德裔瑞士哲学家，苏黎世大学教授。他提出了激进实证主义学说“经验批判”或经验批判论。他的学说影响了恩斯特·马赫、伯尔·伯罗霍夫及威廉·詹姆斯。他反对卡尔·福格特的唯物主义观点，并因此受到弗拉基米尔·列宁在《唯物主义和经验批判主义》的批判。